# Tidsresenärerna (säsong 0–5)

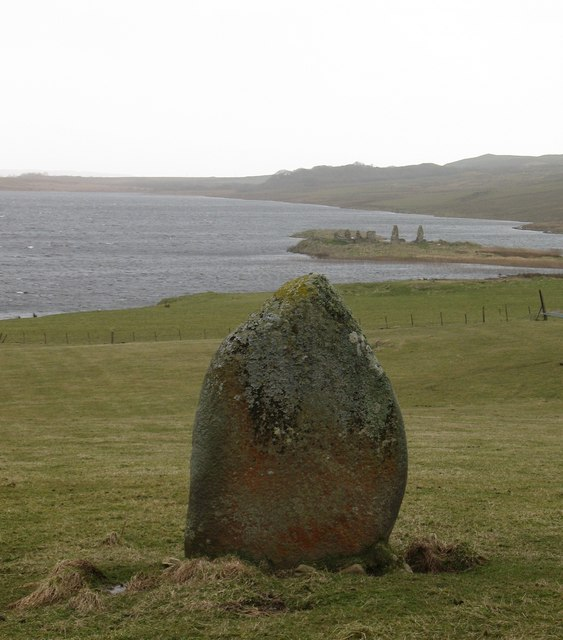
Stenmonument vid sjön Finlaggan, som blev föremål för utgrävning under säsong 2.

Tidsresenärerna (säsong 0–5) beskriver de första fem säsongerna i den arkeologiska TV-serien Tidsresenärerna (Time Team). De första avsnitten sändes i Storbritannien 1994, och artikeln tar upp säsongerna som sändes 1994–1998. Dessutom producerades 1992 ett pilotavsnitt.

## Säsonger och avsnitt
Avsnittsnumreringen refererar till sändningsdatum och inkluderar även speciella avsnitt som sänds mellan den reguljära säsongens avsnitt. Specialavsnitten listas i Tidsresenärerna (övriga avsnitt).

### Pilot
| Nummer                                                             | Nr/säsong | "Originaltitel" Översättning | Plats                   | Koordinater                                   | Originalvisning |
| ------------------------------------------------------------------ | --------- | ---------------------------- | ----------------------- | --------------------------------------------- | --------------- |
| 0                                                                  | 0         | "Pilot"                      | Dorchester, Oxfordshire | 51°38′38″N 1°09′55″V / 51.643934°N 1.165309°V | Ej visat        |
| Man åker till Dorchester i Oxfordshire och undersöker tre platser. |           |                              |                         |                                               |                 |

### Säsong 1 (1994)
| Nummer | Nr/säsong | Originaltitel Översättning                                         | Plats                    | Koordinater                                   | Originalvisning |
| --- | --------- | ------------------------------------------------------------------ | ------------------------ | --------------------------------------------- | --------------- |
| 1 | 1         | "The Guerrilla Base of the King" Kungens gerillabas                | Athelney, Somerset       | 51°03′32″N 2°56′12″V / 51.059011°N 2.936678°V | 1994-01-16      |
| Hur såg boplatsen ut under Alfred den stores tid? Inspelat 16–18 april 1993.                                                                                     |           |                                                                    |                          |                                               |                 |
| 2 | 2         | "On the Edge of an Empire" (På randen av ett imperium)             | Ribchester, Lancashire   | 53°48′40″N 2°31′56″V / 53.811145°N 2.532268°V | 1994-01-23      |
| Man försöker förstå Ribchesters romerska historia. Inspelat 4–6 september 1993.                                                                                  |           |                                                                    |                          |                                               |                 |
| 3 | 3         | "The New Town of a Norman Prince" (En normandisk furstes nya stad) | Much Wenlock, Shropshire | 52°35′45″N 2°33′26″V / 52.595906°N 2.557250°V | 1994-01-30      |
| Man försöker förstå varför byn Much Wenlock blev en blomstrande medeltida köpstad. Inspelat 9–11 april 1993 (och sålunda det första som spelats in för visning). |           |                                                                    |                          |                                               |                 |
| 4 | 4         | "The Fortress in the Lake" (Fästningen i sjön)                     | Llangorse Lake, Powys    | 51°56′01″N 3°16′07″V / 51.933672°N 3.268508°V | 1994-02-06      |
| Man försöker förstå vad som hände med ett medeltida palats som finns på en människoskapad ö mitt i en sjö. inspelat 16–18 september 1993.                        |           |                                                                    |                          |                                               |                 |

### Säsong 2 (1995)
| Nummer | Nr/säsong | Originaltitel (översättning)                           | Plats                          | Koordinater                                   | Originalvisning |
| --- | --------- | ------------------------------------------------------ | ------------------------------ | --------------------------------------------- | --------------- |
| 5 | 1         | "Lord of the Isles" (Öarnas herre)                     | Finlaggan, Islay               | 55°50′06″N 6°10′16″V / 55.834867°N 6.171225°V | 1995-01-08      |
| Man hjälper Skottlands nationalmuseum att söka efter Finlaggans hemligheter, mitt i kungadömet hos "Lord of the Isles". Inspelat 24–26 juni 1994.                                                                                         |           |                                                        |                                |                                               |                 |
| 6 | 2         | "The Saxon Graves" (De saxiska gravarna)               | Winterbourne Gunner, Wiltshire | 51°06′57″N 1°44′26″V / 51.115883°N 1.740619°V | 1995-01-15      |
| Man gräver ut en anglosaxisk begravningsplats i en Wiltshire-villa. Inspelat 6–8 maj 1994. |           |                                                        |                                |                                               |                 |
| 7 | 3         | "The Lost Villa" (En normandisk furstes nya stad)      | Tockenham, Wiltshire           | 51°30′45″N 1°56′40″V / 51.512439°N 1.944539°V | 1995-01-22      |
| Man försöker förstå varför en bykyrka från 1600-talet har en liten hednisk romersk staty inbäddad i sina vägar. Inspelat 23–25 april 1994.                                                                                                |           |                                                        |                                |                                               |                 |
| 8 | 4         | "The Archbishop's Back Garden" (Ärkebiskopens bakgård) | Lambeth Palace, London         | 51°29′49″N 0°07′07″V / 51.496999°N 0.118650°V | 1995-01-29      |
| Man försöker förstå om den romerska vägen in till London korsade floden Themsen vid Lambeth eller vid Tower Bridge, samt om Lambeth eller City of London var platsen för den ursprungliga romerska bosättningen. Inspelat 8–10 juli 1994. |           |                                                        |                                |                                               |                 |
| 9 | 5         | "Medieval Dining Hall" (Medeltida matsal)              | Hylton Castle, Sunderland      | 54°55′21″N 1°26′35″V / 54.92253°N 1.44318°V   | 1995-02-05      |
| Avsnittet fokuserar på Hylton slott, idag placerad mitt i ett bostadsområde i Sunderland, och på hur omfattande slottet ursprungligen var. Inspelat 10–12 juni 1994.                                                                      |           |                                                        |                                |                                               |                 |

### Säsong 3 (1996)
| Nummer | Nr/säsong | Originaltitel (översättning)                                        | Plats | Koordinater | Originalvisning |
| ------ | --------- | ------------------------------------------------------------------- | --- | --- | --------------- |
| 10     | 1         | "Prehistoric Fogou" (Förhistoriska Fogou)                           | Boleigh, Cornwall Treveneague, Cornwall                                                                   | 50°04′17″N 5°34′59″V / 50.071303°N 5.582972°V 50°07′45″N 5°26′05″V / 50.129124°N 5.434687°V                                                                                    | 1996-01-07      |
|        |           |                                                                     | | |                 |
| 11     | 2         | "Hunting for Mammoth" (Mammutjakt)                                  | Stanton Harcourt, Oxfordshire                                                                             | | 1996-01-14      |
|        |           |                                                                     | | |                 |
| 12     | 3         | "Village of the Templars" (Tempelriddarnas by)                      | Templecombe, Somerset                                                                                     | 50°59′52″N 2°24′55″V / 50.997661°N 2.415219°V | 1996-01-21      |
|        |           |                                                                     | | |                 |
| 13     | 4         | "A Wreck of the Spanish Armada" (Ett vrak från den spanska armadan) | Teignmouth, Devon                                                                                         | 50°32′53″N 3°29′22″V / 50.548171°N 3.489410°V | 1996-01-28      |
|        |           |                                                                     | | |                 |
| 14     | 5         | "Palace of the Irish Kings" (De irländska kungarnas palats)         | Emain Macha, County Armagh Creeveroe, County Armagh Haughey's Fort, County Armagh Ballydoo, County Armagh | 54°20′43″N 6°43′07″V / 54.3453°N 6.7186°V 54°20′56″N 6°42′28″V / 54.34898°N 6.70764°V 54°21′00″N 6°42′51″V / 54.349987°N 6.71407°V 54°20′58″N 6°43′54″V / 54.34941°N 6.73172°V | 1996-02-04      |
|        |           |                                                                     | | |                 |
| 15     | 6         | "Treasures of the Roman Field" (Det romerska fältets skatter)       | Lavenham, Suffolk                                                                                         | 52°07′27″N 0°49′49″Ö / 52.12409°N 0.83037°Ö | 1996-02-11      |
|        |           |                                                                     | | |                 |

### Säsong 4 (1997)
| Nummer | Nr/säsong | Originaltitel (översättning) | Plats                          | Koordinater                                     | Originalvisning |
| ------ | --------- | ---------------------------- | ------------------------------ | ----------------------------------------------- | --------------- |
| 16     | 1         | "Episode One"                | St. Mary's City, Maryland, USA | 38°11′21″N 76°25′56″V / 38.189167°N 76.432222°V | 1997-01-05      |
|        |           |                              |                                |                                                 |                 |
| 17     | 2         | "Episode Two"                | Launceston, Cornwall           | 50°38′23″N 4°20′03″V / 50.639822°N 4.334246°V   | 1997-01-12      |
|        |           |                              |                                |                                                 |                 |
| 18     | 3         | "Episode Three"              | Soho, Birmingham               | 52°29′55″N 1°55′26″V / 52.498633°N 1.923911°V   | 1997-01-19      |
|        |           |                              |                                |                                                 |                 |
| 19     | 4         | "Episode Four"               | Govan, Glasgow                 | 55°51′52″N 4°18′46″V / 55.864368°N 4.312815°V   | 1997-01-26      |
|        |           |                              |                                |                                                 |                 |
| 20     | 5         | "Episode Five"               | Malton, North Yorkshire        | 54°08′04″N 0°47′33″V / 54.134507°N 0.792469°V   | 1997-02-02      |
|        |           |                              |                                |                                                 |                 |
| 21     | 6         | "Episode Six"                | Netheravon, Wiltshire          | 51°13′57″N 1°47′23″V / 51.232406°N 1.789822°V   | 1997-02-09      |
|        |           |                              |                                |                                                 |                 |

### Säsong 5 (1998)
| Nummer | Nr/säsong | Originaltitel (översättning) | Plats                         | Koordinater                                   | Originalvisning |
| ------ | --------- | ---------------------------- | ----------------------------- | --------------------------------------------- | --------------- |
| 23     | 1         | "Episode One"                | Richmond, Surrey              | 51°27′37″N 0°18′36″V / 51.460373°N 0.310116°V | 1998-01-04      |
|        |           |                              |                               |                                               |                 |
| 24     | 2         | "Episode Two"                | Greylake, Somerset            | 51°05′56″N 2°52′10″V / 51.098932°N 2.869454°V | 1998-01-11      |
|        |           |                              |                               |                                               |                 |
| 25     | 3         | "Episode Three"              | Sanday, Orkneyöarna           | 59°15′51″N 2°36′26″V / 59.264121°N 2.60732°V  | 1998-01-18      |
|        |           |                              |                               |                                               |                 |
| 26     | 4         | "Turkdean" (xxx)             | Turkdean, Gloucestershire     | 51°52′11″N 1°51′31″V / 51.86964°N 1.85854°V   | 1998-01-25      |
|        |           |                              |                               |                                               |                 |
| 27     | 5         | "Episode Five" (xxx)         | Deià, Mallorca, Spanien       | 39°45′32″N 2°38′28″Ö / 39.758920°N 2.641195°Ö | 1998-02-01      |
|        |           |                              |                               |                                               |                 |
| 28     | 6         | "Episode Six" (xxx)          | Aston Eyre, Shropshire        | 52°32′38″N 2°30′47″V / 52.543986°N 2.513156°V | 1998-02-08      |
|        |           |                              |                               |                                               |                 |
| 29     | 7         | "Episode Seven"              | Downpatrick, County Down      | 54°19′38″N 5°43′18″V / 54.327224°N 5.721692°V | 1998-02-22      |
|        |           |                              |                               |                                               |                 |
| 30     | 8         | "Episode Eight"              | High Worsall, North Yorkshire | 54°28′43″N 1°24′21″V / 54.478678°N 1.405971°V | 1998-03-01      |
|        |           |                              |                               |                                               |                 |

## Se vidare
- Tidsresenärerna (säsong 6–10)